# Josep Blanxart i Camps
Josep Blanxart i Camps   (Berga, 1815 - Barcelona, 1885) va ser un poeta, dramaturg i novel·lista en llengua castellana. Va ser alcalde de Berga.
Les estades estiuenques a Sant Joan de les Abadesses el condueixen a escriure La Paz de San Juan de las Abadesas (1858). De fet els seus avantpassats, els Blanxart, eren originaris de Sant Joan de les Abadesses. Els Blanxart van venir a Berga al tombant dels segles xviii i xix. El primer que va arribar a Berga va ser Eduard Blanxart i Siqués, pare de Josep Blanxart i Camps.